# Anisodes recreta
Anisodes recreta là một loài bướm đêm trong họ Geometridae.